# Heerendonk
Heerendonk is een buurtschap  en een natuurgebied in Nederwetten, in de Nederlandse provincie Noord-Brabant. In 2007 kwam Heerendonken vrijwel volledig in eigendom van het Brabants Landschap.
De buurtschap Heerendonk, bestaande uit enkele boerderijen, en ligt ten westen van het natuurgebied en vlak ten zuiden van het dal van de Hooidonkse Beek. Het natuurgebied is naar de buurtschap vernoemd. Voorheen sprak men van het Wettens Broek.
Het natuurgebied ligt dus zelf niet op een donk maar is een broekgebied op ongeveer 13 meter hoogte, waar later populieren op rabatten zijn geplant. Het is aan de zuid- en westzijde omgeven door drie donken, die enkele meters hoger liggen. Op de rabatten kan men onder meer Grote keverorchis en Eenbes vinden.
Het gebied Heerendonk heeft leem in de ondergrond waardoor het water wordt vastgehouden. Het is een productiebos voor populieren maar dan wel met een zeer rijke ondergroei. De Houtsnip broedt er.
De Hooidonkse Beek verbindt Heerendonk met het Nuenens Broek. Sinds 2007 werkt men aan een ecologische verbindingszone tussen beide natuurgebieden.
Ten oosten van Heerendonk vindt men natuurgebied Spekt, bestaande uit een aantal schraalgraslandjes, waar men onder meer nog Spaanse ruiter kan vinden. Verder naar het oosten liggen enkele kleine, maar oude, broekbosjes bij buurtschap Het Rullen. In het noorden vindt men de Breugelsche Beemden en in het zuiden het Nuenens Broek en enkele hieraan gerelateerde populierenbosjes.
Omdat er geen doorgaande wegen door of naar het gebied lopen, ligt het erg afgelegen en wordt het weinig bezocht.
Heerendonk heeft de status van natte natuurparel en maakt deel uit van een ecologische verbindingszone.
Dorpen: Eeneind · Gerwen · Nederwetten · Nuenen

Buurtschappen: Alvershool · Boord · Heerendonk · Hooidonk (deels) · Hool · Langlaar · Laar · Nieuwe Dijk · Olen (deels) · Opwetten · Rullen · Spekt · Stad van Gerwen (deels) · Vaarle

Noord-Brabant: Steden en dorpen      Nederland: Provincies · Gemeenten